# Jill Steinová
Jill Steinová (* 14. dubna 1950, Chicago, USA) je americká politička a lékařka specializovaná ve vnitřním lékařství. V letech 2012, 2016 a 2024 neúspěšně kandidovala na úřad prezidentky Spojených států. V letech 2002 a 2010 se též ucházela o post guvernérky svého domovského státu Massachusetts. Vystudovala medicínu na Harvardově univerzitě.

## Život
Narodila se v židovské rodině v Chicagu. V 70. letech studovala psychologii, sociologii a antropologii na Harvardově univerzitě. Potom na téže univerzitě vystudovala medicínu. Studia ukončila roku 1979, potom se začala zabývat vztahem zdraví a kvality životního prostředí v místě bydliště. Závěry její práce ji vedly k tomu, aby se v Bostonu angažovala ve sdružení Lékaři za společenskou odpovědnost (Physicians For Social Responsibility). Kromě toho založila v Lexingtonu výbor pro recyklaci a spolupředsedala mu. Vytvořila též vzdělávací program „Zdraví lidé, zdravá planeta“ (Healthy People, Healthy Planet). Podílela se též na dvou vědeckých publikacích, jedna se věnovala toxickým nebezpečím pro vývoj dětí a druhá nebezpečím pro zdravé stárnutí, které plynou z poškození životního prostředí. Mezi lety 2005 a 2011 byla radní v Lexingtonu.
Vypovídala při projednávání mnoha zákonů i při jednání ve státních vládách a místních radách. Účastnila se úspěšné kampaně, která měla donutit massachusettské rybáře, aby lépe chránili spotřebitele před rtutí, stejně tak pomáhala při tlaku na revitalizaci uhelných plání v Massachusetts. V tomto svém domovském státě také pomáhala sepsat návrh zákona, který by podpořil obnovitelné zdroje energie, a také usilovala o změnu norem týkajících se financování politických kampaní. Za svoji činnost obdržela mnoho ekologických cen.

## Kandidatura na prezidentku
Steinová o své možné kandidatuře začala mluvit v srpnu 2011. Kampaň zahájila oficiálně 24. října 2011. Na Západoillinoiské univerzitě obdržela ve studentských volbách 27 % hlasů, zatímco Obama 39 % a Romney 33 %, což ji podpořilo v další práci. V červnu 2012 byla v Kalifornii zvolena kandidátkou Strany zelených na prezidentku, když získala dvě třetiny hlasů delegátů. V červenci si za svoji kandidátku na viceprezidentku vybrala aktivistku Cheri Honkalaovou, která se zabývá bojem proti chudobě. 14. července její kandidaturu strana oficiálně potvrdila v Baltimore. V říjnu 2012 byla dvakrát zatčena - poprvé i s Honkalaovou na jedné z newyorských univerzit, když se pokoušela vniknout na prezidentskou debatu, aby tak protestovala proti vyloučení malých stran. Podruhé v Texasu, když se pokusila donést jídlo aktivistům, kteří v korunách stromů protestovali proti stavbě ropovodu.
V prezidentských volbách 2012 kandidovala na úřad prezidentky Spojených států za Stranu zelených v tandemu se spolukandidátkou Cheri Honkalaovou. V těchto volbách skončila na čtvrtém místě s 0,33 % voličských hlasů bez zisku volitelů, což představovalo necelých 400 000 voličů. V rámci prezidentských voleb 2016 dne 15. června 2016 oznámila, že si zajistila dostatek delegátů pro nominaci na konvent Strany zelených a stala se předpokládanou kandidátkou. Při kandidatuře na prezidentku byla podpořena například lingvistou Noamem Chomskym a novinářem a nositelem Pulitzerovy ceny Chrisem Hedgesem.

## Program, politické názory
V návaznosti na program prezidenta Franklina Delano Roosevelta „New Deal“ prosazovala Steinová program „Green New Deal“. Chtěla vytvořit pracovní místa v oblasti výroby elektřiny z obnovitelných zdrojů. Každý Američan, schopný a ochotný pracovat, tak měl dostat práci. Dr. Steinová chtěla, opírajíc o práci doktora práva a ekonomie, Dr. Philipa Harveyho z Rutgersovy univerzity v New Jersey, finančně tento program zajistit omezením armádních výdajů o 30 %, ukončením zahraničních vojenských akcí a zvýšení daní z kapitálových zisků, vlastnictví nemovitostí v ceně mnoha miliónů dolarů apod. Zároveň prosazovala vylepšení stavu půdy, ovzduší, vod, lesů za pomoci budování infrastruktury založené na obnovitelných zdrojích a dále udržitelného způsobu života ve městech - rozvoji hromadné, především vlakové dopravy, rozvoji cyklostezek a chodníků či rozvoji místního ekologického zemědělství.